# Elisabeth Ziesenis

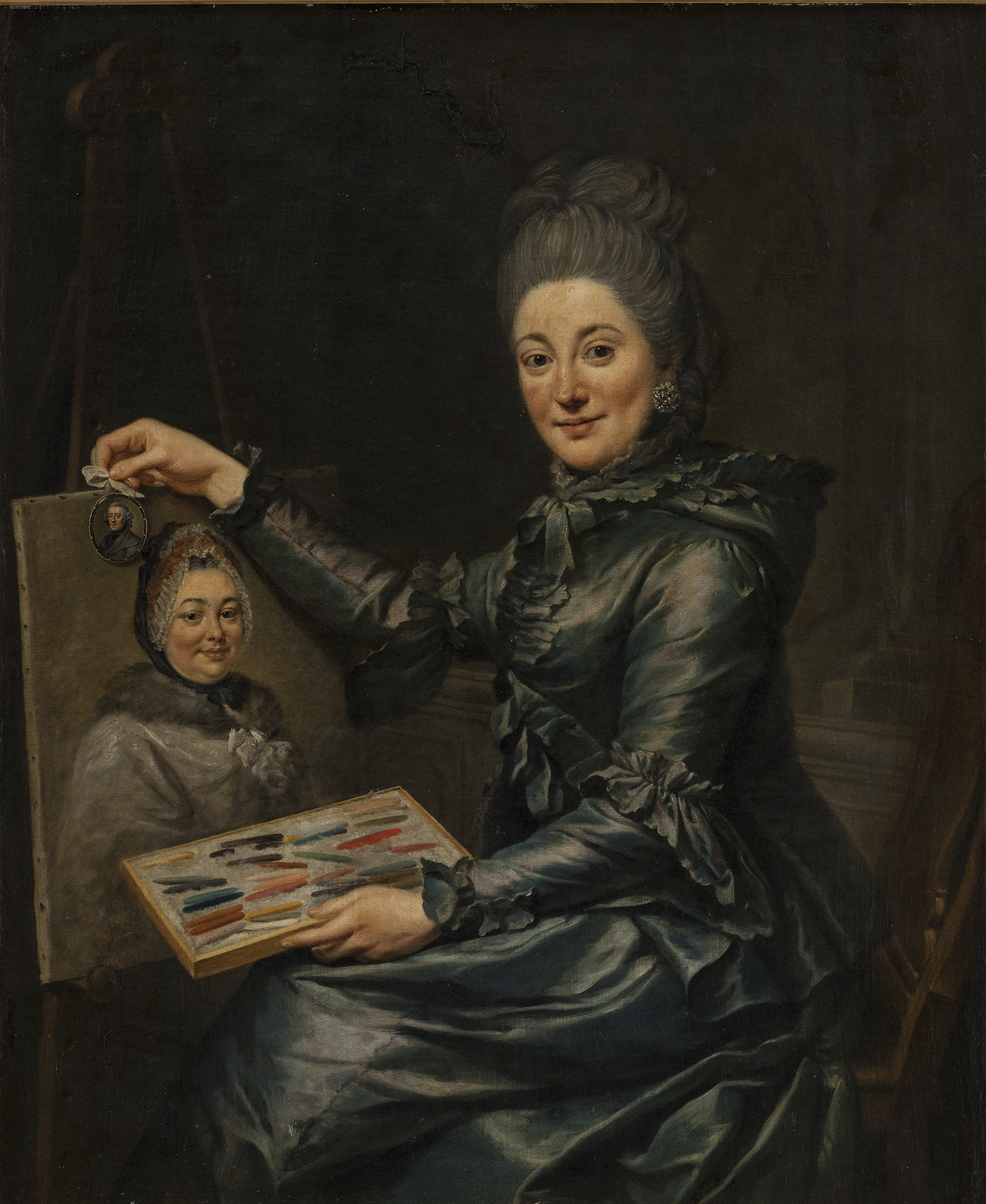
Maria Elisabeth Ziesenis (porträtiert von ihrem Vater Johann Georg Ziesenis d. J.)

Elisabeth Ziesenis (vollständiger Name Maria Elisabeth Ziesenis, verheiratete Lampe; * 26. Juli 1744 in Frankfurt am Main; † 24. August 1796 in Hannover) war eine deutsche Porträtmalerin. Sie entstammt einer Kunsthandwerker- und Künstlerfamilie des 17. und 18. Jahrhunderts, deren Werke dem Hannoverschen Rokoko zugerechnet werden.

## Leben

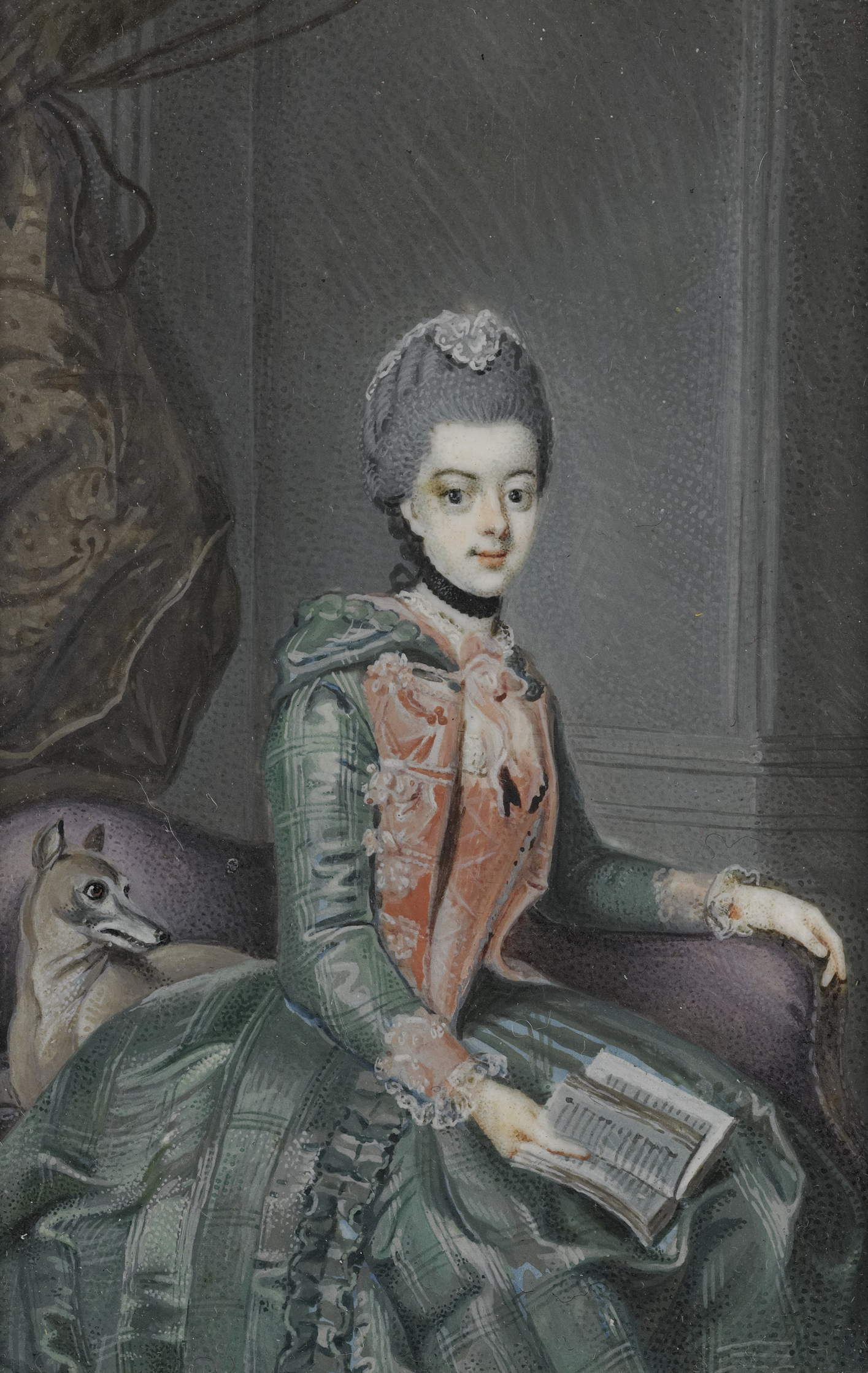
Wilhelmine von Preußen

Ziesenis war das erste Kind des Malers Johann Georg Ziesenis des Jüngeren und über diesen auch verwandt mit einer vor allem im 17. und 18. Jahrhundert bekannten Kunsthandwerker- und Künstlerfamilie, darunter Johann Friedrich Blasius Ziesenis. Darüber hinaus war der hannoversche Bildhauer Johann Conrad Ziesenis einer ihrer Vorfahren.
Ihre ersten Lebensjahre verbrachte sie in ihrer Geburtsstadt Frankfurt am Main. Mit den Eltern zog sie 1749 erst nach Mannheim um und 1761 schließlich nach Hannover. Sie war eine Schülerin und Gehilfin sowie nach dem Tod ihrer Mutter 1771 bis zu dessen Tod 1776 auch Haushälterin und Betreuerin ihres Vaters. Noch im selben Jahr heiratete sie am 24. September den Hof- und Regimentchirurgen Johan(n) Bodo Lampe (1738–1802). Nach rund zehn Jahren Ehe gebar sie im Alter von 42 Jahren eine Tochter.

## Werke
Ebenso wie ihr Vater war Ziesenis auf die Malerei von Bildnissen spezialisiert. Insbesondere durch ihre zahlreichen Miniaturen blieb sie bis heute bekannt. Einige ihrer Werke sind im Besitz des Niedersächsischen Landesmuseums und des Historischen Museums am Hohen Ufer.